# Голуби, Йозеф Людовит

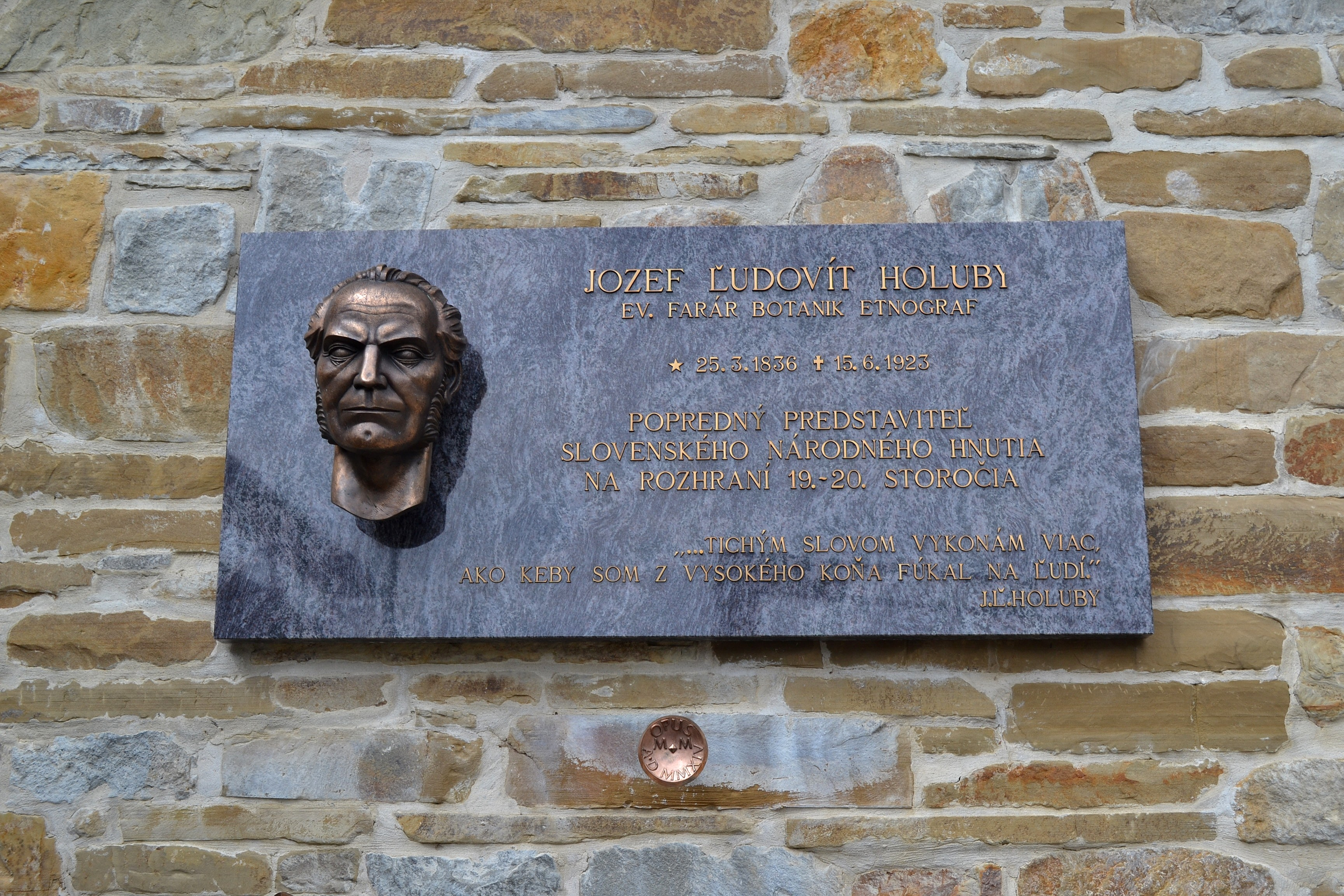
Мемориальная таблица в честь Йозефа Людовита Голуби на доме в Велька-Яворина

Йозеф Людовит Голуби (словац. Jozef Ľudovít Holuby; 25 марта 1836, Лубина, Австрийская империя (ныне район Нове-Место-над-Вагом, Тренчинского края Словакии) — 15 июня 1923, Пезинок, Чехословакия) — словацкий ботаник и этнограф, священнослужитель. Один из ведущих представителей словацкого национального движения.

## Биография

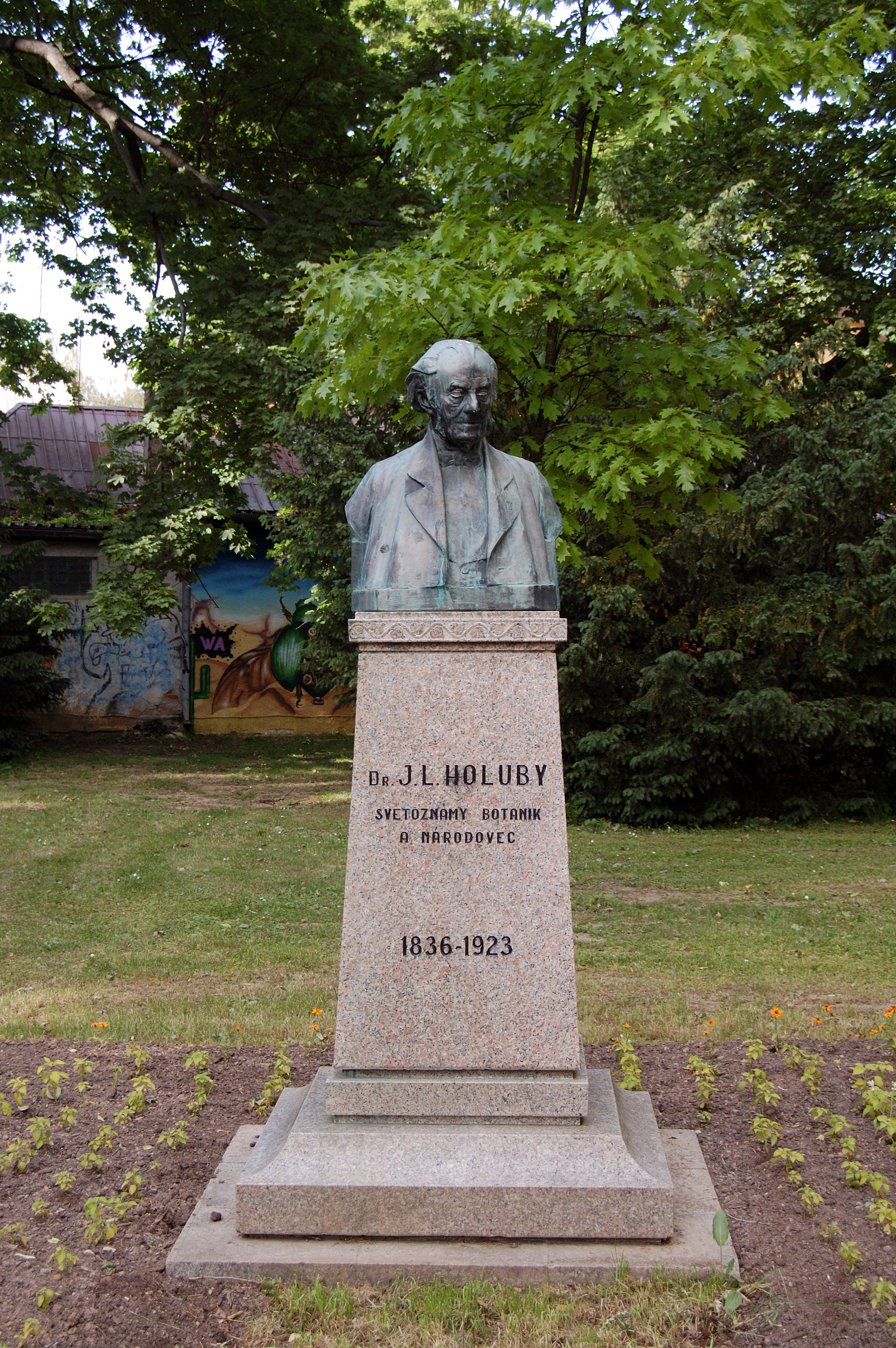
Бюст в Нове-Место-над-Вагом

В 1856 году окончил Евангелический лицей в Братиславе. Продолжил учёбу на богословском факультете в Вене и Праге. С 1856 учительствовал в Братиславе, в 1860—1861 годах служил капелланом в Скалице, позже — пастором.
Во всех местах, где он трудился, интересовался местной флорой. Изучал растения вокруг Пезинок, в Тематинских горах (Поважски-Иновец). Занимался систематической ботаникой, сосредоточился, в основном, на изучении ежевики (Rubus).
Печатал свои статьи в профессиональных журналах и ежегодниках научных ассоциаций в Братиславе и Тренчине. Участвовал в работе над Хрониками Матицы словацкой , а также в зарубежных журналах Östereichische botanische Zeitschrift и Deutsche botanische Zeitschrift. С 1877 года до конца своей жизни возглавлял Научное общество Тренчинского уезда.
Был в числе основателей Матицы словацкой, членом других словацких и зарубежных научных обществ. С 1897 года — член Этнографического общества Чехословакии, а также первый почётный член Чехословацкого ботанического общества.
В 1922 году стал Почётным доктором естественных наук факультета естественных наук Карлова университета в Праге.
Систематик природы. Его стандартное ботаническое сокращение — HOLUBY, в его честь используется название вида или внутривидового таксона в форме «holubyi» или «holubyana», например Ophrys holoserica subsp. holubyana.

## Избранные труды
- «Niečo o maliníkoch Bošáckej doliny» (О малинниках Босацкой долины)
- «Список грибов из окрестностей Земянского Подградья» (остался в рукописи, 1876—1884)
- «Kvetena Javoriny nad Lubinou», 1871
- «Prehľad Jastrabníkov okolia zemiansko-podhradského», 1873
- «Flora des Trencsiner Comitates», 1888 (Цветы Тренчинского уезда) на немецком языке
- «Aus der Botanik slowakischer Kinder des Trensciner Komitates in Ungarn», 1896

Помимо ботанических работ, собирал также местные сказки, легенды и другие этнографические материалы.